# Tz'utujil (volk)
De Tz'utujil of Zutuhil vormen een Mayavolk in Guatemala dat zich voor de postklassieke periode vestigde rond het meer van Atitlán. Het Tz'utujil is verwant aan het K'iche' en wordt gesproken in San Juan La Laguna, San Pablo La Laguna, San Marcos La Laguna, San Pedro La Laguna, Santiago Atitlán, Panabaj, in het departement Sololá.
Achi · Acateken · Aguacateken · Chuj · Garifuna · Ch'orti' · Itza · Ixil · Jacalteken · K'iche' · Kaqchikel · Lacandón · Mam · Mopan · Poqomam · Poqomchi' · Q'anjob'al · Q'eqchi' · Sacapulteken · Sipakapense · Tectiteken · Tz'utujil · Uspanteken · Xinka